# Brad Gilbert
Brad Gilbert (Oakland, 9 agosto 1961) è un allenatore di tennis ed ex tennista statunitense che ha partecipato all'ATP Tour dal 1982 al 1995.

## Carriera

### Tennista
Fa il suo esordio tra i professionisti nel 1982 e nello stesso anno vince il primo titolo, Taipei. Nel singolare riesce a conquistare venti tornei su un totale di quaranta finali, nel doppio vince tre titoli e perde altrettante finali.
Nei tornei del Grande Slam ottiene come miglior risultato i quarti di finale, prima agli US Open dove viene eliminato da Jimmy Connors e poi a Wimbledon dove viene sconfitto da Boris Becker. Nel 1988 partecipa ai giochi olimpici di Seoul e riesce a conquistare la medaglia di bronzo per la sua nazione. L'apice della sua carriera tennistica fu nel gennaio del 1990, quando raggiunse la posizione No. 4 della classifica ATP.

### Allenatore
Inizia la carriera da coach con Andre Agassi nel 1994 appena dopo essersi ritirato. Durante la loro collaborazione Agassi ha vinto sei degli otto Slam in carriera e ha raggiunto la testa della classifica Atp. Il kid di Las Vegas lo ha definito il migliore allenatore di tutti i tempi. Nel 2003 inizia a seguire un altro americano, Andy Roddick, e in stagione riesce a vincere il suo unico titolo dello Slam e a raggiungere la testa della classifica. Il rapporto con Roddick non dura molto e già nel 2004 finisce la loro collaborazione.
Due anni dopo a seguito di un accordo con la Lawn Tennis Association inizia ad allenare la giovane promessa Andy Murray e alla fine del loro rapporto, nel 2007, lo ha portato all'ottava posizione in classifica. Dopo alcune brevi esperienze tra il 2008 e il 2012 al fianco di Alex Bogdanovic, Kei Nishikori e Sam Querrey, Gilbert torna ad allenare a luglio 2023, nel box della 19enne americana Coco Gauff.

## Vita privata
Di religione ebraica, è sposato e ha tre figli, Julian, Zach e Zoe.

## Statistiche

### Singolare

#### Vittorie (20)
| Legenda                                                       |
| Grande Slam (0)                                               |
| Tennis Masters Cup / ATP World Tour Finals (0)                |
| ATP Super 9 / Masters Series (1)                              |
| ATP Championship Series / ATP International Series Gold (0)   |
| Grand Prix / ATP World Series / ATP International Series (19) |

| N°  | Data | Torneo                                     | Superficie  | Avversario della finale | Risultato          |
| 1.  | 1982 | ATP Taipei, Taipei (1)                     | Sintetico   | Craig Wittus            | 6–1, 6–4           |
| 2.  | 1984 | Columbus Open, Columbus                    | Cemento     | Hank Pfister            | 6–3, 3–6, 6–3      |
| 3.  | 1984 | ATP Taipei, Taipei (2)                     | Sintetico   | Wally Masur             | 6–3, 6–3           |
| 4.  | 1985 | Livingston Open, Livingston (1)            | Cemento     | Brian Teacher           | 7–6, 6–4           |
| 5.  | 1985 | ATP Cleveland, Cleveland                   | Cemento     | Brad Drewett            | 6–3, 6–2           |
| 6.  | 1985 | Tel Aviv Open, Tel Aviv (1)                | Cemento     | Amos Mansdorf           | 6–3, 6–2           |
| 7.  | 1986 | U.S. National Indoor, Memphis (1)          | Sintetico   | Stefan Edberg           | 7–5, 7–6(3)        |
| 8.  | 1986 | Livingston Open, Livingston (2)            | Cemento     | Mike Leach              | 6–2, 6–2           |
| 9.  | 1986 | Tel Aviv Open, Tel Aviv (2)                | Cemento     | Aaron Krickstein        | 7–5, 6–2           |
| 10. | 1986 | Vienna Open, Vienna                        | Cemento (I) | Karel Nováček           | 3–6, 6–3, 7–5, 6–0 |
| 11. | 1987 | WCT Scottsdale, Scottsdale                 | Cemento     | Eliot Teltscher         | 6–2, 6–2           |
| 12. | 1988 | Tel Aviv Open, Tel Aviv (3)                | Cemento     | Aaron Krickstein        | 4–6, 7–6(5), 6–2   |
| 13. | 1989 | U.S. Indoor Championships, Memphis (2)     | Cemento (I) | Johan Kriek             | 6–2, 6–2, rit.     |
| 14. | 1989 | Stratton Mountain Open, Stratton Mountain  | Cemento     | Jim Pugh                | 7–5, 6–0           |
| 15. | 1989 | Livingston Open, Livingston (3)            | Cemento     | Jason Stoltenberg       | 6–4, 6–4           |
| 16. | 1989 | Cincinnati Masters, Cincinnati             | Cemento     | Stefan Edberg           | 6-4, 2-6, 7–6(5)   |
| 17. | 1989 | Pacific Coast Championships, San Francisco | Sintetico   | Anders Järryd           | 7–5, 6–2           |
| 18. | 1990 | ATP Rotterdam, Rotterdam                   | Sintetico   | Jonas Svensson          | 6–1, 6–3           |
| 19. | 1990 | Orlando Classic, Orlando                   | Cemento     | Christo van Rensburg    | 6–2, 6–1           |
| 20. | 1990 | Brisbane International, Brisbane           | Cemento     | Aaron Krickstein        | 6–3, 6–1           |

#### Finali perse (20)
| Legenda                                                       |
| Grande Slam (0)                                               |
| WCT Finals (1) / Grand Slam Cup (1)                           |
| ATP Super 9 / Masters Series (1)                              |
| ATP Championship Series / ATP International Series Gold (3)   |
| Grand Prix / ATP World Series / ATP International Series (14) |

| N°  | Data | Torneo                                         | Superficie     | Avversario della finale | Risultato                  |
| 1.  | 1984 | Pacific Coast Championships, San Francisco (1) | Sintetico      | John McEnroe            | 6–4, 6–4                   |
| 2.  | 1985 | Stuttgart Open, Stoccarda                      | Terra rossa    | Ivan Lendl              | 6–4, 6–0                   |
| 3.  | 1985 | ATP Johannesburg, Johannesburg (1)             | Cemento        | Matt Anger              | 6–4, 3–6, 6–3, 6–2         |
| 4.  | 1987 | Washington Open, Washington (1)                | Cemento        | Ivan Lendl              | 6–1, 6–0                   |
| 5.  | 1987 | Tel Aviv Open, Tel Aviv                        | Cemento        | Amos Mansdorf           | 3–6, 6–3, 6–4              |
| 6.  | 1987 | Paris Open, Parigi (1)                         | Sintetico      | Tim Mayotte             | 2–6, 6–3, 7–5, 6(5)–7, 6–3 |
| 7.  | 1987 | ATP Johannesburg, Johannesburg (2)             | Cemento (I)    | Pat Cash                | 7–6(7), 4–6, 2–6, 6–0, 6–1 |
| 8.  | 1988 | Paris Open, Parigi (2)                         | Sintetico      | Amos Mansdorf           | 6–3, 6–2, 6–3              |
| 9.  | 1989 | WCT Finals, Dallas                             | Sintetico      | John McEnroe            | 6–3, 6–3, 7–6(5)           |
| 10. | 1989 | Washington Open, Washington (2)                | Cemento        | Tim Mayotte             | 3–6, 6–4, 7–5              |
| 11. | 1989 | Orlando Classic, Orlando                       | Cemento        | Andre Agassi            | 6–2, 6–1                   |
| 12. | 1990 | Cincinnati Masters, Cincinnati                 | Cemento        | Stefan Edberg           | 6–1, 6–1                   |
| 13. | 1990 | Grand Slam Cup, Monaco di Baviera              | Sintetico      | Pete Sampras            | 6–3, 6–4, 6–2              |
| 14. | 1991 | Pacific Coast Championships, San Francisco (2) | Sintetico      | Darren Cahill           | 6–2, 3–6, 6–4              |
| 15. | 1991 | Los Angeles Open, Los Angeles                  | Cemento        | Pete Sampras            | 6–2, 6(5)–7, 6–3           |
| 16. | 1991 | Australian Indoor Championships, Sydney        | Cemento Indoor | Stefan Edberg           | 6–2, 6–2, 6–2              |
| 17. | 1992 | ATP Scottsdale Open, Scottsdale                | Cemento        | Stefano Pescosolido     | 6–0, 1–6, 6–4              |
| 18. | 1993 | Pacific Coast Championships, San Francisco (3) | Cemento Indoor | Andre Agassi            | 6–2, 6(4)–7, 6–2           |
| 19. | 1993 | Japan Open Tennis Championships, Tokyo         | Cemento        | Pete Sampras            | 6–2, 6–2, 6–2              |
| 20. | 1994 | U.S. Indoor Championships, Memphis             | Cemento Indoor | Todd Martin             | 6–4, 7–5                   |

## Filmografia
- Red Oaks - serie TV, 4 episodi (2014-2015)

## Doppiatori italiani
Nelle versioni in italiano delle opere in cui ha recitato, Brad Gilbert è stato doppiato da:
- Stefano Valli in Red Oaks (ep. 1x10)
- Oliviero Dinelli in Red Oaks (st. 2)